# Мирамон, Мигель
Мигель Грегорио де ла Лус Атеногенес Мирамон и Тарело (29 сентября 1832, Мехико — 19 июня 1867, Керетаро) — мексиканский военный и политический деятель, временный президент Мексики от консерваторов со 2 февраля 1859 года по 12 августа 1860 года.

## Биография
Образование получил в военном училище, участвовал в войне с США, в 1855 году получил звание полковника. Участвовал в конфликте с либералами. Когда в декабре 1860 года либеральные войска заняли Мехико, Мирамон бежал на Кубу, а затем в Европу. Там он вступил в переговоры с Наполеоном III, целью которых было установление монархии в Мексике. Мирамон прибыл в Мексику в 1863 году как маршал императора Максимилиана I. Он служил в качестве мексиканского представителя в Германии (1864—1866), но вернулся, когда казалось, что Максимилиан готов отречься от престола. Мирамон убедил императора продолжать борьбу и был назначен одним из командующих императорской армией. После взятия либералами Керетаро, он был пленен и расстрелян вместе с Максимилианом.
Его останки были первоначально похоронены в Пантеоне Сан-Фернандо, где его могила всё ещё сохранилась. Но после похорон Бенито Хуареса в этом же пантеоне, по просьбе его жены Консепсьон Ломбардо, его останки были перенесены в одну из часовен Кафедрального собора Пуэбла.